# Australembia rileyi
Australembia rileyi is een insectensoort uit de familie Australembiidae, die tot de orde webspinners (Embioptera) behoort. De soort komt voor in Queensland (Australië).
Australembia rileyi is voor het eerst wetenschappelijk beschreven door Davis in 1940.